# Новонекрасовский (Московская область)
Новонекрасовский — посёлок сельского типа в Дмитровском районе Московской области, в составе городского поселения Некрасовский. До 23 ноября 2010 года посёлок входил в состав Федоскинского сельского поселения Мытищинского района.

## Расположение
Посёлок расположен на юге района, на границе с Мытищинским, по левому берегу реки Учи, высота центра над уровнем моря 179 м. На севере и западе примыкает к пгт Некрасовский, там же железнодорожная платформа Савёловского направления МЖД Некрасовская.

## Население
| 2002 | 2006 | 2010 |
| ---- | ---- | ---- |
| 37   | →37  | ↘29  |